# P.M. Dawn
P.M. Dawn est un groupe de hip-hop et RnB américain, originaire de Jersey City, dans le New Jersey. Formé en 1988 par les frères Attrell Cordes (Prince Be, ou parfois Prince Be the Nocturnal) et Jarrett Cordes (DJ Minutemix), le groupe se popularise dans le crossover au début des années 1990 à l'aide du hip-hop, de la soul, et du RnB urbain. Le groupe se sépare après la mort de Prince Be en juin 2016.

## Biographie

### Débuts et premier album
Le père des frères Cordes — Prince Be (Attrell Cordes) et DJ Minutemix (Jarrett Cordes) — succombe à une pneumonie alors qu'ils ne sont encore que des enfants. Une autre tragédie survient dans la famille, lorsque le frère cadet, Duncan, meurt noyé à l'âge de deux ans. Les deux frères aînés sont éduqués par leur mère et leur beau-père, le musicien George Brown, membre fondateur de Kool and the Gang. Ils forment P.M. Dawn en 1988.
Leur premier album, Of the Heart, of the Soul and of the Cross, est publié le 6 août 1991, et atteint la 48e place du Billboard 200. Il contient le hit international Set Adrift on Memory Bliss, qui reprend la chanson de Spandau Ballet True, et fait brièvement participer Spandau Ballet au chant et Tony Hadley dans le clip de la chanson. Set Adrift on Memory Bliss atteint la première place de la semaine en 1991 au Billboard Hot 100. La chanson atteint la troisième place au Royaume-Uni. Paper Doll, l'un des premiers singles publiés par le label Island au Royaume-Uni, est publié aux États-Unis comme une suite à Set Adrift on Memory Bliss, et atteint la 28e place des classements en 1992. Paper Doll est classé à de nombreuses reprises au top 40 (147e). Avec le succès de leur premier album, le groupe se lance dans une tournée internationale. À cette tournée, une annonce faite par Prince Be au magazine Details mène KRS-One de Boogie Down Productions et sa troupe à monter sur scène pendant un concert des P.M. Dawn, contraignant le groupe à descendre de celle-ci. Concernant la réaction de KRS-One, Prince B demande : « KRS-One veut nous apprendre, mais nous apprendre quoi ? » Se défendant devant James T. Jones IV de USA Today, KRS-One rétorque : « J'ai répondu à sa question. 'Apprendre quoi ?' Apprendre le respect. » En 1992, P.M. Dawn participe à la compilation des Red Hot Organization intitulée Red Hot + Dance.

### The Bliss Album…?
Avant la publication de leur nouvel album, The Bliss Album…? (Vibrations of Love and Anger and the Ponderance of Life and Existence), P.M. Dawn participe à la bande originale, avec le morceau intitulé I'd Die Without You, de la comédie romantique Boomerang avec Eddie Murphy. Ce hit apparaît également dans leur album The Bliss Album…?,  et dans le hit pop classé au magazine Billboard intitulé Looking Through Patient Eyes. Looking Through Patient Eyes fait participer Cathy Dennis aux chœurs, et reprend le hit de George Michael intitulé Father Figure. 
Leur deuxième album, The Bliss Album…?, est publié le 13 mars 1992 et atteint la 30e place du Billboard 200. L'album comprend le duo avec Boy George More Than Likely et une reprise du titre Norwegian Wood (This Bird Has Flown) des Beatles. L'album comprend également So On and So On, qui amènera une bataille judiciaire pour atteinte aux droits d'auteurs en 1999. Dans cette bataille judiciaire, appelée Batiste v. Island Records, Inc., Paul et Michael Batiste accusent P.M. Dawn d'avoir repris sans autorisation le titre Funky Soul de David Batiste and The Gladiators dans leur titre So On and So On.

### DepuisJesus Wept
P.M. Dawn participe à la reprise de You Got Me Floatin' de la compilation Stone Free: A Tribute to Jimi Hendrix. Des artistes et groupes allant de Pat Metheny, Eric Clapton à Body Count d'Ice-T, y participent également.
Leur album Jesus Wept, publié le 3 octobre 1995 est incapable d'atteindre le même succès que ses deux prédécesseurs, bien qu'il se classe 118e au Billboard 200. Le single le mieux classé de tous, extrait de l'album, s'intitule Downtown Venus, qui reprend le titre Hush de Deep Purple, et qui atteint la 48e place des classements Billboard. Également en 1995, P.M. Dawn participe au remix du titre Blood, Milk and Sky (Miss September Mix) de White Zombie. En 1996, P.M. Dawn participe à une œuvre caritative appelée Non-Fiction Burning. En 1998, Prince Be participe aux chansons Perfect for You et Gotta Be...Movin' on Up du film comique Senseless de Marlon Wayans et David Spade. Le 29 septembre 1998, le groupe publie son quatrième album Dearest Christian, I'm So Very Sorry for Bringing You Here. Love, Dad. L'album est bien accueilli, atteignant la 44e place du Billboard Hot 100, mais n'atteint pas les ventes escomptées, et le groupe disparaît progressivement du marché.
Début 2005, Prince Be est affecté par un important accident vasculaire cérébral qui paralyse tout le côté gauche de son corps. P.M. Dawn apparait dans la série Hit Me, Baby, One More Time, sur NBC. Le 15 mai 2010, pour le quarantième anniversaire de Prince Be, Doc. G joue à Manille devant 5 000 personnes. En janvier 2015, Doc. G part en tournée, et reste le seul membre actif de P.M. Dawn. Prince Be subit encore trois autres accidents vasculaires cérébraux et se fait amputer des deux jambes à cause de son diabète.
Prince Be est mort le 17 juin 2016 des suites d'une maladie rénale .

## Discographie

### Albums studio
- 1991 : Of the Heart, of the Soul and of the Cross: The Utopian Experience
- 1993 : The Bliss Album…?
- 1995 : Jesus Wept
- 1998 : Dearest Christian, I'm So Very Sorry for Bringing You Here. Love, Dad
- 2000 : Fucked Music

### Compilations
- 2000 : The Best of P.M. Dawn
- 2008 : Most Requested
- 2010 : P.M. Dawn: Greatest Hits Live!